# Oswald Pirow

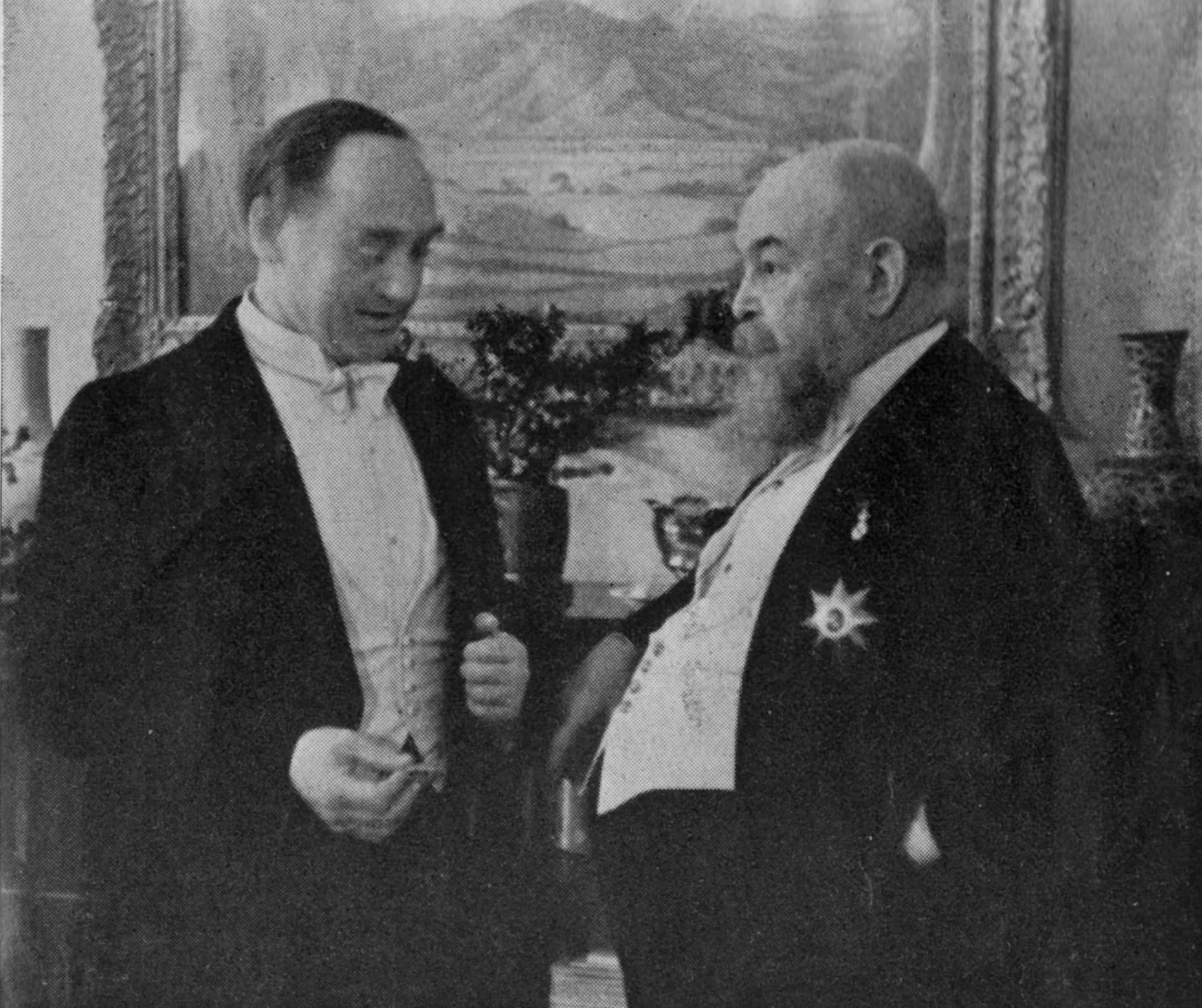
Adv. Oswald Pirow (links) en Dr. Hendrik Pieter Nicolaas Muller, de voormalige Nederlandse consul-generaal van Oranje Vrijstaat in Den Haag

Oswald Pirow (Abderdeen, Oost-Kaap 14 augustus 1890 - Pretoria 11 oktober 1959), was een Zuid-Afrikaans fascistisch en nationaalsocialistisch politicus.

## Biografie

### Achtergrond, opleiding en vroege carrière
Oswald Pirow werd op 14 augustus 1890 in Abderdeen gelegen in de toenmalige Kaapprovincie (thans de provincie Oost-Kaap). Zijn ouders waren Duitse immigranten. Pirow studeerde rechten aan de Potchefstroomse Universiteit voor Christelijk Hoger Onderwijs, in Duitsland en in Engeland. Hij was vervolgens als advocaat werkzaam te Pretoria en werd in 1925 lid van de King's Counsel. In 1919 trouwde hij met Else Piel, bij wie hij twee zoons en twee dochters kreeg.

### Politieke carrière
Oswald Pirow werd in zijn politieke denkbeelden sterk beïnvloed door de uiterst rechtse politicus Tielman Roos uit Transvaal. Pirow werd lid van de Nasionale Party (Nationale Partij) van J.B.M. Hertzog en werd in 1924 voor Zoutpansberg in de Volksraad (Zuid-Afrikaanse parlement) gekozen. In 1929 werd hij niet herkozen, maar werd desondanks minister van Justitie in het kabinet-Hertzog. In oktober 1929 werd hij bij een tussentijdsverkiezing alsnog in de Volksraad gekozen.
Oswald Pirow maakte samen met Jan Smuts en Nicolaas Havenga deel uit van Hertzogs kernkabinet en was een van de invloedrijkste ministers. Hij was een van belangrijkste initiatiefnemers tot de fusie van de Nasionale Party met de Suid-Afrikaanse Party van Smuts op 5 december 1934 tot de Verenigde Party (Verenigde Partij).
In 1933 werd hij minister van Defensie. Als minister van Defensie bouwde Pirow een militaire luchtmacht op en stichtte hij marinehavens en militaire bases. Daarnaast stond Pirow aan de wieg van de South African Airways, de nationale luchtvaartmaatschappij, die de Britse Union Airways opvolgde. Voor Pirow, een standvastig republikein en overtuigd Afrikaner nationalist, onderstreepte een nationale luchtvaartmaatschappij de onafhankelijkheid van Zuid-Afrika ten opzichte van het Verenigd Koninkrijk en de dominante rol in Afrika.

### Fascismeennationaalsocialisme

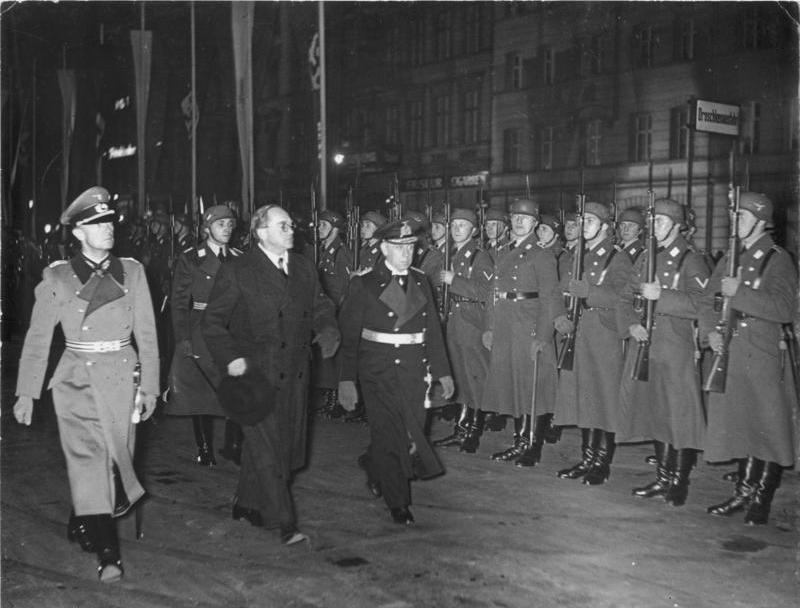
Pirow (in burger) tijdens een bezoek aan nazi-Duitsland in 1938, rechts van hem admiraal Wilhelm Canaris, hoofd van de Abwehr en links van hem luitenant-generaal Ernst Seifert

In de loop van de jaren 30 raakte Pirow - die altijd al behoorlijk rechts was - in extreemrechts vaarwater terecht. Hij bewonderde de Italiaanse dictator Benito Mussolini en de Duitse dictator Adolf Hitler. Hij was een felle anticommunist en autoritair persoon. In 1933 ontmoette hij Hitler voor het eerst en in 1938 ontmoette hij hem voor een tweede keer. In dat jaar maakte hij (min of meer in opdracht van de Britse premier Neville Chamberlain in het kader van diens appeasementpolitiek) een tour door Europa en bracht ook bezoek aan Mussolini, António de Oliveira Salazar (Portugal) en Francisco Franco (Spanje). Pirow raakte ervan overtuigd dat er een grote Europese oorlog zou komen, die naar zijn mening zou worden gewonnen door nazi-Duitsland. In Duitsland sprak hij met Hitler, Joachim von Ribbentrop en Hermann Göring en steunde de nazi-regering in diens plannen voor Lebensraum in het oosten. Volgens eigen zeggen was Pirow tegen Hitlers plannen om de Joden uit te roeien en bepleitte een massale immigratie van Joden.
In september 1939 viel het kabinet-Hertzog toen een meerderheid van het Zuid-Afrikaanse parlement de oorlog aan nazi-Duitsland verklaarde, terwijl premier Hertzog en enkele andere ministers, w.o. Pirow voorstander waren van strikte neutraliteit. Pirow werd in 1940 lid van de Herenigde Nasionale Party (Herenigde Natioanle Partij) van apartheidspoliticus Daniël François Malan. In hetzelfde jaar publiceerde Pirow het pamflet Nuwe Orde vir Suid-Afrika ("Nieuwe Orde voor Zuid-Afrika") waarin hij een overwinning van de asmogendheden onvermijdelijk noemde en de stichting van een Zuid-Afrikaanse republiek en een dictatuur bepleitte. Alleen al in 1940 beleefde Nuwe Orde vir Suid-Afrika maar liefst zeven herdrukken. Toen Malan en diens luitenant Johannes Gerhardus Strijdom in 1942 het nazisme veroordeelden en zeiden te streven naar een democratische machtsovername, trad Pirow uit de HNP en stichtte een partij, de Nuwe Orde genaamd, die naar zijn succesvolle pamflet was vernoemd. Een aantal kandidaten van de Nuwe Orde deden in 1943 mee aan de Zuid-Afrikaanse parlementsverkiezingen, maar werden allen verpletterd verslagen. Pirow deed overigens zelf niet mee aan de verkiezingen.
Naarmate de Tweede Wereldoorlog vorderde namen de invloed van Pirow en diens Nuwe Orde snel af. Dit hing natuurlijk nauw samen met de Geallieerde overwinningen. Nuwe Orde bleef echter bestaan en tot 1958 bleef Pirow een nieuwsbrief publiceren.

### Na deTweede Wereldoorlog
Na de Tweede Wereldoorlog bleef Pirow actief. De nieuwe apartheidsregering onder Malan in 1948 aan de macht was gekomen had echter geen behoefte aan Pirow. Pirow raakte bevriend met de Britse fascistenleider Oswald Mosley (1896-1980). Net als Pirow was Mosley een felle anticommunist en beide heren maakten plannen voor de oprichting van een anticommunistische internationale (Enemies of the Soviet Union), die echter nooit van de grond kwam. Zowel Pirow als Mosley streefde naar de opdeling van Afrika in zuiver blanke en zwarte gebieden. Een derde van Afrika moest blank worden, terwijl het overige twee derde voor de oorspronkelijke bevolking geserveerd was.
Tijdens het zgn. Treason Trial ("Verraders Proces") in 1956 tegen kopstukken van het ANC, w.o. Nelson Mandela trad Pirow, ondanks zijn naziverleden, op als openbaar aanklager. Tijdens het proces spark hij de gedaagden aan als "Africans" (Afrikanen). Ondanks hun verschillende inzichten, vond Mandela Pirow "vriendelijk en beleefd".
Na het proces schreef Pirow een autobiografie. Op 11 oktober 1959 overleed hij op 69-jarige leeftijd in Pretoria. Hij werd gecremeerd en zijn as wordt in een urn bewaard op zijn voormalige residentie Valhalla Farm bij Pelgrimsrus.

## Verwijzingen
1. 1 2  Very Deeply Dyed in Black. Oswald Mosley and the Resurrection of British Fascism after 1945, door: Graham Macklin, blz. 84 (2007)
2. ↑  Oxford Dictionary of the Extreme Right since 1890, door: Philip Rees, blz. 297 (1990)
3. ↑  idem, blz. 15
4. ↑  Mandela: A Critical Life, door: T. Lodge, blz. 64

- Gemeinsame Normdatei: 124999611
- International Standard Name Identifier: 0000 0000 6683 2441
- Library of Congress Control Number: no00093831
- Nationale Bibliotheek van Tsjechië: zcu20221152377
- Nationale Bibliotheek van Israël: 987007266535605171
- Système universitaire de documentation: 236240099
- Virtual International Authority File: 57560570
- WorldCat: E39PBJqbgvXX9gDThybcQf8KVC